# روث نيستفولد
روث نيستفولد Ruth Nestvold (ولدت في عام 1958) هي كاتبة خيال علمي أمريكية. ولدت في واشنطن وترعرعت في ولاية أوريجون، وهي تعيش الآن في شتوتغارت، ألمانيا، حيث تعمل في الترجمة التقنية.
وتظهر قصصها القصيرة في العديد من المجلات مثل «ريلمز أوف فانتازي»، و«ساي فيكشن»، و«سترينج هورَيزونز»، و«فيوتشريزمك»، كما أن لها إسهامًا دائمًا في مجلة «إنترنت ريفيو أوف ساينس فيكشن» الإلكترونية. . في عام 2007، فازت الترجمة الإيطالية لروايتها إيل لينغواغيو سغريتو بجائزة «بريميو إيطاليا» لأفضل عمل خيال علمي .

## روابط خارجية
- روث نيستفولد على موقع ميوزك برينز (الإنجليزية)